# Maître de Johannes Gielemans
Le Maître de Johannes Gielemans désigne par convention un enlumineur actif à Bruxelles entre 1460 et 1485. Il doit son nom à un manuscrit qu'il a enluminé, écrit par Johannes Gielemans et consacré à des vies de saints du Brabant. Il est aussi appelé parfois Maître de Fernando da Lucena.

## Éléments biographiques

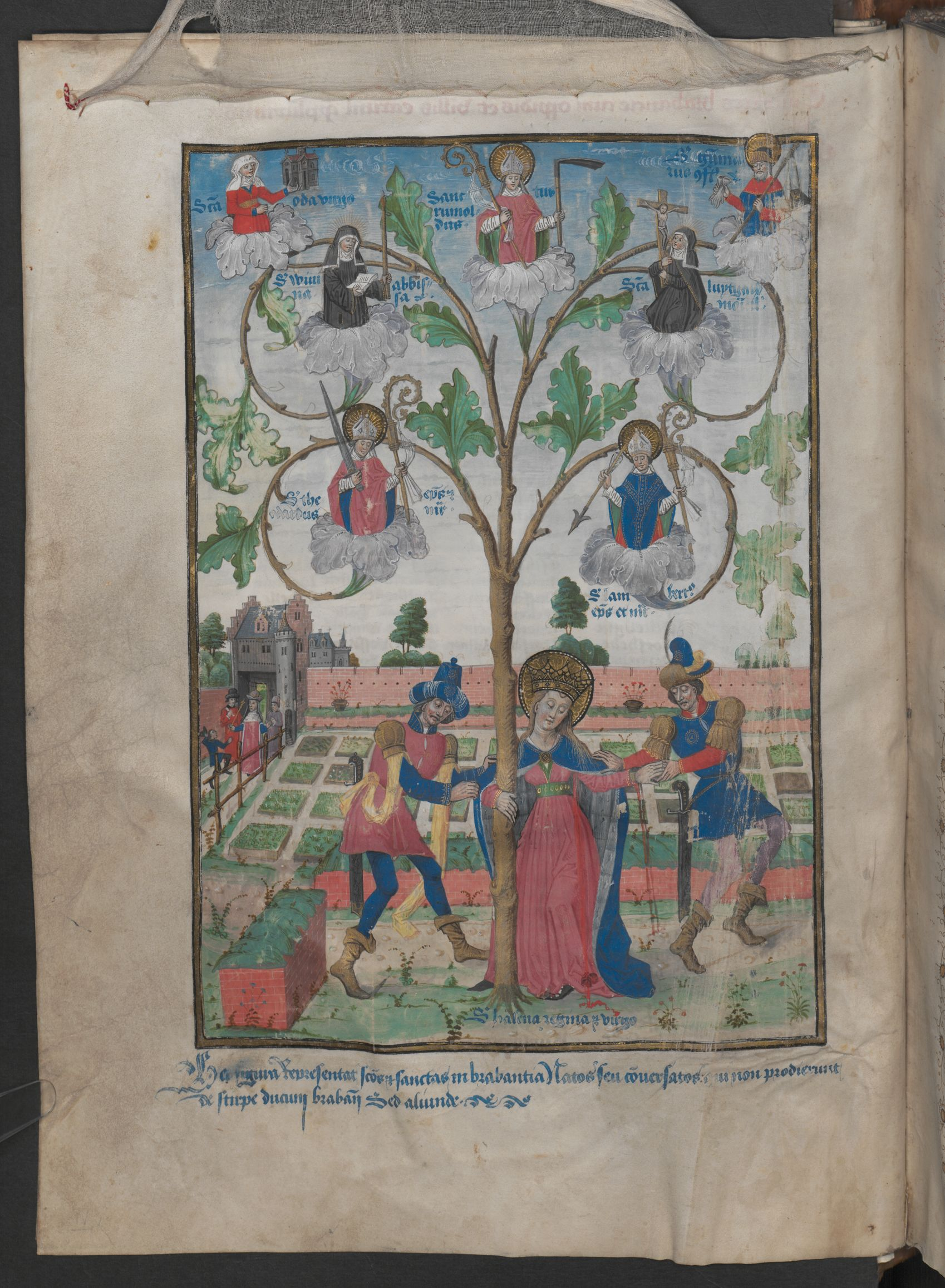
Frontispice du Hagiologium Brabantinorum de Jean Gielemans, ÖNB Cod sn 12707.

Le nom de convention a été forgé pour la première fois par Otto Pächt et Dagmar Thoss pour désigner l'auteur des deux miniatures contenues dans une compilation d'hagiographies brabançonnes réalisée par Jean Gielemans et actuellement conservée à la Bibliothèque nationale autrichienne. Depuis, plusieurs manuscrits ont été ajoutés à son corpus en y adjoignant des œuvres réunies autrefois sous le nom de Maître de Fernando da Lucena par Maurits Smeyer. Le maître anonyme a travaillé aussi bien pour des aristocrates que des institutions religieuses et des lettrés flamands. 

## Style
Son style est très rustique et ne montre aucune influence des enlumineurs qui lui sont contemporains. Il utilise des drapés lourds et anguleux, des représentations d'intérieurs avec de nombreux personnages et des paysages avec de nombreux détails dont l'un, caractéristique, est fait de petites plantes ondulantes, rehaussées de jaunes et d'or. Il possède un coup de pinceau rapide qui contribue à donner vie aux scènes qu'il représente. 

## Œuvres attribuées

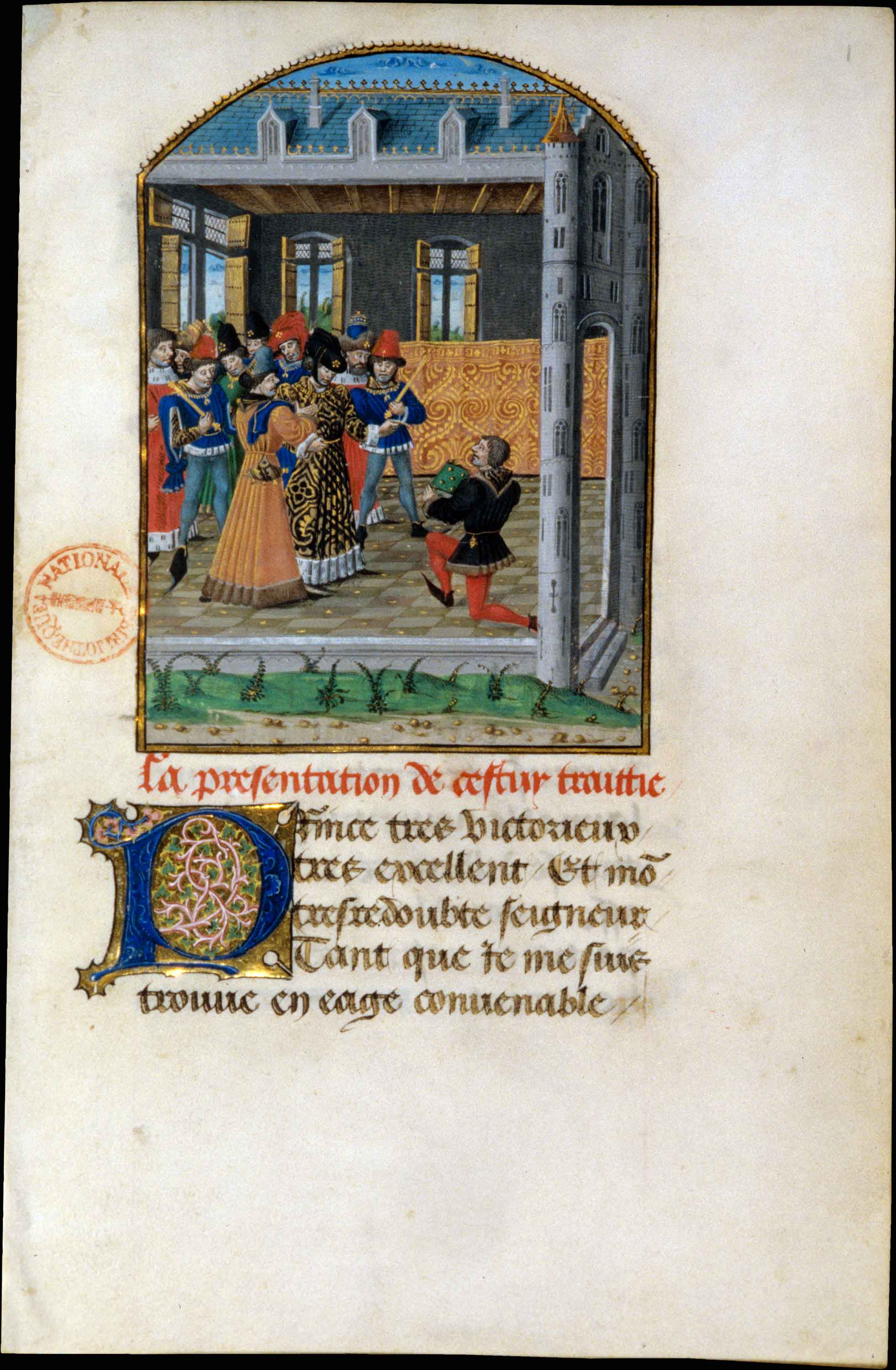
Miniature de dédicace du Triomphe des dames, BRB Ms.10778 f.1r.

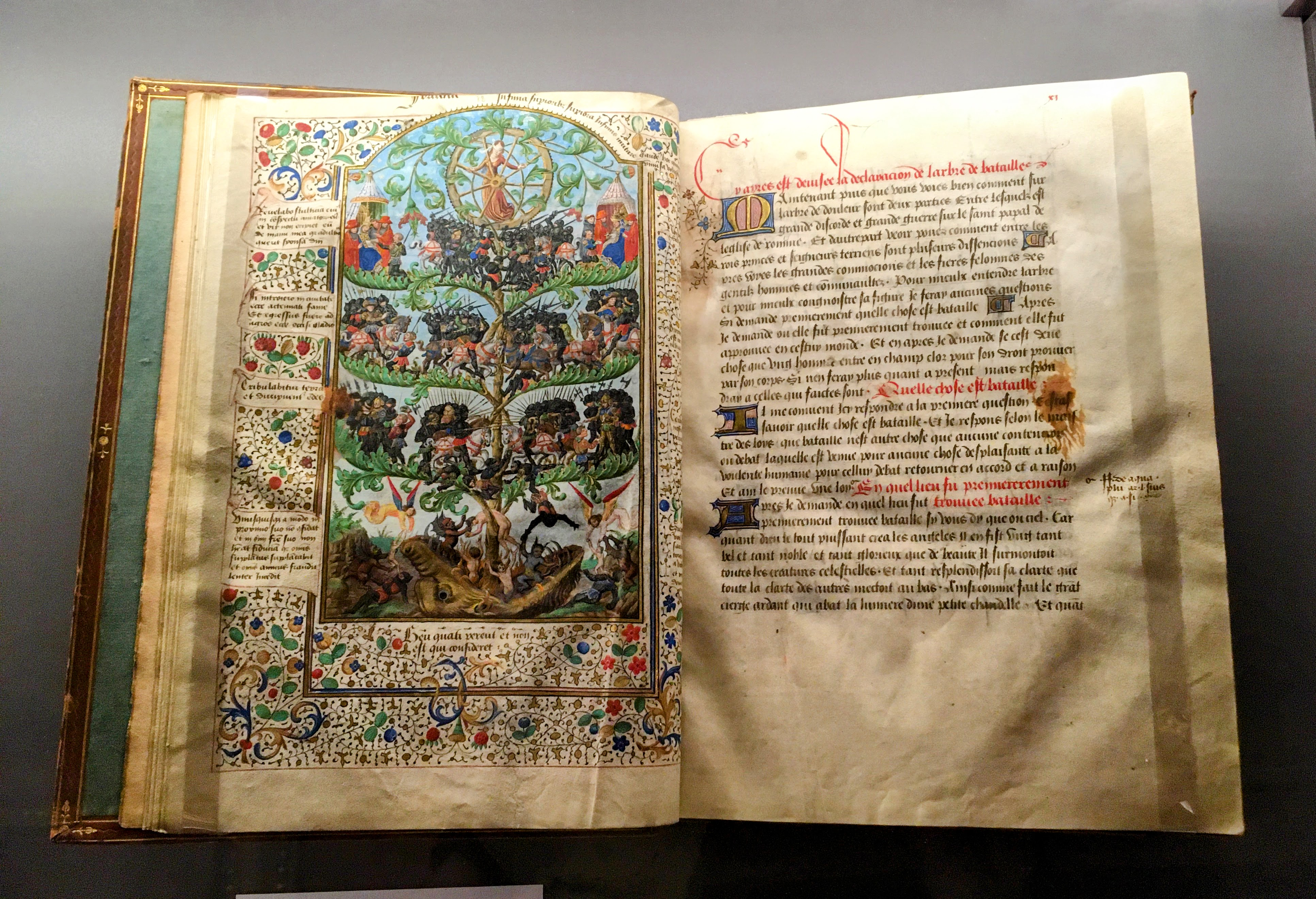
Arbre des batailles d'Honoré Bovet, Musée Condé.

- Hagiologium Brabantinorum de Jean Gielemans, 1470-1486 Bibliothèque nationale autrichienne, Mss.s.n.12706-12707
- Historologium Brabantinorum de Jean Gielemans, vers 1486-1487, BNA, Ms.s.n.12710
- Le Triomphe des dames de Juan Rodriguez de la Camara, traduit par Fernando da Lucena, offerte à Philippe le Bon en 1460, Bibliothèque royale de Belgique, Ms.10778
- Compilation de traités moraux et didactiques, pour Jean de Montauban, 1456-1461, New York Public Library, Spencer 17[3]
- Arbre des batailles d'Honoré Bovet pour Louis de Luxembourg-Saint-Pol, Musée Condé, Chantilly, Ms.346/1561
- Charte du couvent des Riches-Claires de Bruxelles, 1475, Archives ecclésiastiques du Brabant, AGR, Bruxelles, Couvent des urbanistes 13162bis
- Le Hiéron, Bibliothèque royale de Belgique, Ms.IV 1264
- Livre d'heures à l'usage de Bruxelles, Bibliothèque nationale d'Espagne, Vit.24-10
- Livre d'heures à l'usage de Bruxelles, Morgan Library and Museum, M.485
- Livre d'heures à l'usage de Bruxelles, Bibliothèque royale de Belgique, Ms.10528
- Livre d'heures à l'usage de Rome, 5 miniatures, Coll. du Prince de Ligne, Belœil Ms.728[4]
- livre de prières de Henricus Ysendijc, avec 10 miniatures du maître, avec un complément de 39 autres du Maître aux grisailles fleurdelisées, vers 1460-1475, coll. part., passé en vente chez Christie's le 16 juillet 2014 (lot 16)[5] puis à la librairie Les Enluminures, BOH110[6]